# Любимовка (Токмакский район)
Любимовка (укр. Любимівка) — село,
Долинский сельский совет,
Токмакский район,
Запорожская область,
Украина.
Код КОАТУУ — 2325280804. Население по переписи 2001 года составляло 181 человек.

## Географическое положение
Село Любимовка находится на левом берегу реки Молочная,
выше по течению на расстоянии в 1 км расположено село Рыбаловка,
ниже по течению на расстоянии в 2 км расположено село Светлодолинское (Мелитопольский район),
на противоположном берегу — село Старобогдановка (Михайловский район).
Река в этом месте извилистая, образует лиманы, старицы и заболоченные озёра.
Через село проходит автомобильная дорога Т-0401,
рядом проходит железная дорога, станция Светлодолинская в 4-х км.

## История
- 1804 год — дата основания как село Линденау (Lindenau).
- До 1871 года Линденау входило в Молочанский меннонитский округ Бердянского уезда.[2]
- В 1945 году переименовано в село Любимовка[3].